# Acroperla
Acroperla is een geslacht van steenvliegen uit de familie Gripopterygidae. De wetenschappelijke naam van het geslacht is voor het eerst geldig gepubliceerd in 1977 door McLellan.

## Soorten
Acroperla omvat de volgende soorten:
- Acroperla christinae McLellan, 1998
- Acroperla flavescens (Kimmins, 1938)
- Acroperla samueli McLellan, 1977
- Acroperla spiniger (Tillyard, 1923)
- Acroperla trivacuata (Tillyard, 1923)